# Disko B
Disko B est un label indépendant de musique électronique, fondé en 1991 par Peter Wacha à Munich sous le nom de Disko Bomb puis renommé après cinq publications.